# Chiesa di Santa Maria Addolorata (Roma)
La chiesa di Santa Maria Addolorata è un luogo di culto cattolico di Roma, nel quartiere Collatino, all'incrocio tra viale della Serenissima e viale della Venezia Giulia.

## Storia
Essa fu costruita tra il 1998 e il 2001 su progetto dell'architetto Tommaso Sbardella ed è stata consacrata il 17 marzo 2001 dal cardinale Camillo Ruini.
La chiesa è sede parrocchiale, istituita dal cardinale vicario Clemente Micara il 14 gennaio 1958 con il decreto Quartum iam annum, ed affidata dapprima ai missionari Servi dei Poveri e poi, dal 1987, al clero della diocesi di Roma.
Dal 14 febbraio 2015 insiste su di essa l'omonimo titolo cardinalizio.

## Descrizione
L'edificio ha esternamente una struttura composita, in blocchetti di tufo che si armonizzano con il travertino, con una copertura fatta di legno e rame; la facciata è preceduta da una scalinata, che conduce ai tre portali d'ingresso, sopra il quale è collocata una croce. Affianca la chiesa una torre campanaria, con scala interna, visibile dall'esterno, che conduce alla cella ove sono poste cinque campane: una di queste è dedicata alle vittime della strada.
Al suo interno, la chiesa si presenta ad un'unica navata a pianta quadrata: il presbiterio e l'ingresso sono collocati in due vertici opposti. Su un piano rialzato è posto il presbiterio, ove si trovano l'altare maggiore: alle spalle un crocifisso ligneo e vetrate realizzate da Mara Alessandri. In controfacciata si trovano le canne dell'organo di Organaria Romana opus III, costruito nel 2001, comandato da una consolle elettronica situata a pavimento; dispone di 524 canne per un totale di 9 registri, dei quali 5 reali.